# Neeme Ruus
Neeme Ruus (* 28. Novemberjul. / 11. Dezember 1911greg. in Oparino, Gouvernement Wologda, Russisches Kaiserreich; † 2. Juni 1942 in Tallinn, Estland) war ein estnischer Politiker. Er war nach der sowjetischen Besetzung des Landes in den Jahren 1940/41 führendes Mitglied der Kommunistischen Partei Estlands (EKP).

## Leben und Wirken
Neeme Ruus wurde in eine estnische Familie geboren, die nach Russland ausgewandert war. Der Vater war Schuhmacher.
Er besuchte zunächst die Schule in Russland. Nach der staatlichen Unabhängigkeit der Republik Estland zog die Familie Ruus in den 1920er Jahren in ihre Heimat zurück. Neeme Ruus besuchte die Grundschule in Elva und Võru, anschließend das Gymnasium in Valga und Pärnu. Während seiner Gymnasialzeit trat Ruus der linksgerichteten Jugendorganisation „Jungsozialistische Union Estlands“ (Eesti Noorsotsialistlik Liit) bei, deren Vorstandsmitglied er 1931 wurde. 1930 trat er der sozialdemokratischen Eesti Sotsialistlik Tööliste Partei (Estnische Sozialistische Arbeiterpartei, ESTP) bei, hatte aber auch Kontakte zur verbotenen Kommunistischen Partei Estlands (EKP).
1930/31 war Ruus als Buchhalter in der Redaktion der sozialdemokratischen estnischen Zeitung Rahva Sõna tätig. Er war gleichzeitig in der internationalen Esperanto-Bewegung aktiv. 1931/32 lebte er als Esperanto-Lehrer am Esperanto-Institut in Schweden. Von 1933 bis 1938 unterrichtete er Esperanto in Tallinn. Von 1936 bis 1938 war Ruus auch Vorstandsmitglied der Estnischen Esperantovereinigung.
Von 1931 bis 1934 absolvierte er verschiedene Kurse in Schweden und bereiste das Ausland. 1934 besuchte er als schwedischer Stipendiat das „Collège de Pays du Nord“ im schweizerischen Genf. 1935 machte er eine Ausbildung zum Bibliothekar. Von 1936 bis 1939 war er als stellvertretender Leiter der Tallinner Volkshochschule beschäftigt.
In den 1930er Jahren engagierte sich Ruus immer mehr in linken Kreisen. Von 1938 bis 1940 war er Vorstandsmitglied der Kulturvereinigung Idee. Im selben Zeitraum gehörte er dem Riigivolikogu an, der Abgeordnetenkammer des estnischen Parlaments. Er wurde außerdem Mitglied des Stadtrats von Tallinn.
Mit der sowjetischen Besetzung Estlands im Juni 1940 trat Ruus als führendes Mitglied der bis dato verbotenen Kommunistischen Partei Estlands (EKP) öffentlich in Erscheinung.
Am 21. Juni 1940, mit der Machtübernahme der Kommunisten, wurde Ruus in das Kabinett von Ministerpräsident Johannes Vares berufen. Im Juni und Juli 1940 war er Sozialminister im ersten kommunistischen Kabinett. Nach der von den neuen Moskauer Machthabern gelenkten kommunistischen Scheinwahl 1940 wurde Ruus Mitglied des Obersten Sowjets der Estnischen SSR. Von Juli 1940 bis Februar 1941 war Ruus Sekretär des Zentralkomitees der Kommunistischen Partei Estlands für Agitation und Propaganda. 1941 wurde er als Vize von Johannes Lauristin zum stellvertretenden Vorsitzenden des Rats der Volkskommissare der Estnischen SSR ernannt.
Mit der nationalsozialistischen Besetzung Estlands 1941 ging Ruus in den Untergrund und setzte die Parteiarbeit der EKP fort. Im Dorf Hirvli, 60 Kilometer von Tallinn entfernt, betrieb er auf einem Bauernhof eine illegale kommunistische Druckerei und einen Radiosender.
Ruus wurde jedoch aufgespürt und Anfang Juni 1942 von den deutschen Besatzungstruppen in Tallinn hingerichtet.

## Privatleben
Neeme Ruus war seit 1934 mit der estnischen Schauspielerin Linda Karin Ruus, geb. Aruküll, (1913–1976) verheiratet. Er ist der Vater der estnischen Volkskundlerin und Folkloristin Ingrid Rüütel (* 1935). Ingrid Rüütel war die Ehefrau des ehemaligen estnischen Staatspräsidenten Arnold Rüütel (1928–2024).